# Gambrinus (bere)
Gambrinus este o marcă de bere produsă și comercializată în România.
Este produsă din 1869 la Fabrica de bere Grivița din București. 
Denumirea Gambrinus este de origine olandeză.
Și în Cehia se comercializează și produce o bere "Gambrinus", mai mult, sigla Gambrinus din Cehia este identică cu cea a mărcii Gambrinus din România. Diferența este că în timp ce în Cehia, Gambrinus este o marcă "de top", în România, Gambrinus este considerată o bere ieftină.